# Stazione meteorologica di Leonessa
La stazione meteorologica di Leonessa è la stazione meteorologica di riferimento relativa alla località di Leonessa.

## Coordinate geografiche
La stazione meteorologica si trova nell'Italia centrale, nel Lazio, in provincia di Rieti, nel comune di Leonessa, a 974 metri s.l.m. alle coordinate geografiche 42°34′N 12°58′E.

## Dati climatologici
Secondo i dati medi del trentennio 1961-1990, la temperatura media del mese più freddo, gennaio, è di +0,6 °C, mentre quella del mese più caldo, agosto, si attesta a +19,4 °C .
| Leonessa           | Mesi | Mesi | Mesi | Mesi | Mesi | Mesi | Mesi | Mesi | Mesi | Mesi | Mesi | Mesi | Stagioni | Stagioni | Stagioni | Stagioni | Anno |
| Leonessa           | Gen  | Feb  | Mar  | Apr  | Mag  | Giu  | Lug  | Ago  | Set  | Ott  | Nov  | Dic  | Inv      | Pri      | Est      | Aut      | Anno |
| ------------------ | ---- | ---- | ---- | ---- | ---- | ---- | ---- | ---- | ---- | ---- | ---- | ---- | -------- | -------- | -------- | -------- | ---- |
| T. max. media (°C) | 3,7  | 6,1  | 9,3  | 13,7 | 18,5 | 23,1 | 26,5 | 27,0 | 23,2 | 17,4 | 11,4 | 5,6  | 5,1      | 13,8     | 25,5     | 17,3     | 15,5 |
| T. min. media (°C) | −2,5 | −1,7 | 0,7  | 3,7  | 6,7  | 10,3 | 11,7 | 11,8 | 9,7  | 6,0  | 2,2  | −1,0 | −1,7     | 3,7      | 11,3     | 6,0      | 4,8  |